# Primera División Uruguaya 1927
Il campionato era formato da venti squadre e il Rampla Juniors vinse il titolo.

## Classifica finale
| Pos. | Squadra              | G  | V  | N  | P  | GF | GS | Punti |
| ---- | -------------------- | -- | -- | -- | -- | -- | -- | ----- |
| 1    | Rampla Juniors       | 38 | 25 | 7  | 6  | 63 | 19 | 57    |
| 2    | Peñarol              | 38 | 22 | 10 | 6  | 63 | 33 | 54    |
| 3    | Nacional             | 38 | 20 | 9  | 9  | 58 | 37 | 49    |
| 4    | Montevideo Wanderers | 38 | 21 | 6  | 11 | 66 | 36 | 48    |
| 5    | Sud América          | 38 | 16 | 13 | 9  | 48 | 32 | 45    |
| 6    | Defensor             | 38 | 16 | 11 | 11 | 58 | 40 | 43    |
| 7    | Misiones             | 38 | 18 | 6  | 14 | 51 | 38 | 42    |
| 8    | Olimpia              | 38 | 15 | 11 | 12 | 50 | 51 | 41    |
| 9    | Lito                 | 38 | 15 | 10 | 13 | 53 | 46 | 40    |
| 10   | Bella Vista          | 38 | 15 | 10 | 13 | 47 | 38 | 40    |
| 11   | Uruguay              | 38 | 13 | 13 | 12 | 39 | 45 | 39    |
| 12   | Capurro              | 38 | 14 | 9  | 15 | 54 | 53 | 37    |
| 13   | Cerro                | 38 | 14 | 9  | 15 | 47 | 56 | 37    |
| 14   | Liverpool            | 38 | 13 | 10 | 15 | 37 | 53 | 36    |
| 15   | Racing Montevideo    | 38 | 14 | 8  | 16 | 48 | 62 | 36    |
| 16   | Central              | 38 | 10 | 14 | 14 | 43 | 46 | 34    |
| 17   | Solferino            | 38 | 10 | 10 | 18 | 43 | 60 | 30    |
| 18   | Rosarino Central     | 38 | 8  | 8  | 22 | 27 | 50 | 24    |
| 19   | Belgrano             | 38 | 7  | 4  | 27 | 17 | 63 | 18    |
| 20   | Universal            | 38 | 2  | 6  | 30 | 24 | 78 | 10    |

G = Partite giocate; V = Vittorie; N = Nulle/Pareggi; P = Perse; GF = Goal fatti; GS = Goal subiti; 